# Legia Varsòvia SA
El Legia Varsòvia (en polonès i oficialment: Legia Warszawa Spółka Akcyjna) és un club de futbol de la ciutat de Varsòvia, a Polònia. Va ser fundat el 5 de març de 1916 i actualment milita a l'Ekstraklasa, la primera divisió de futbol del país.

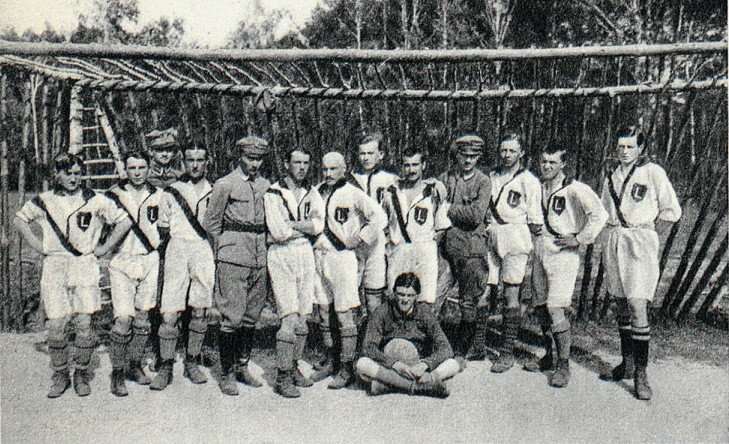
El Legia el 1916.

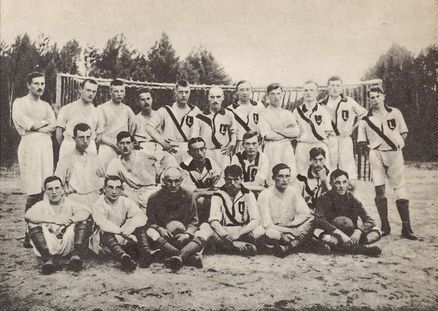
Legia i l'equip de la Divisió Sanitària el 1916.

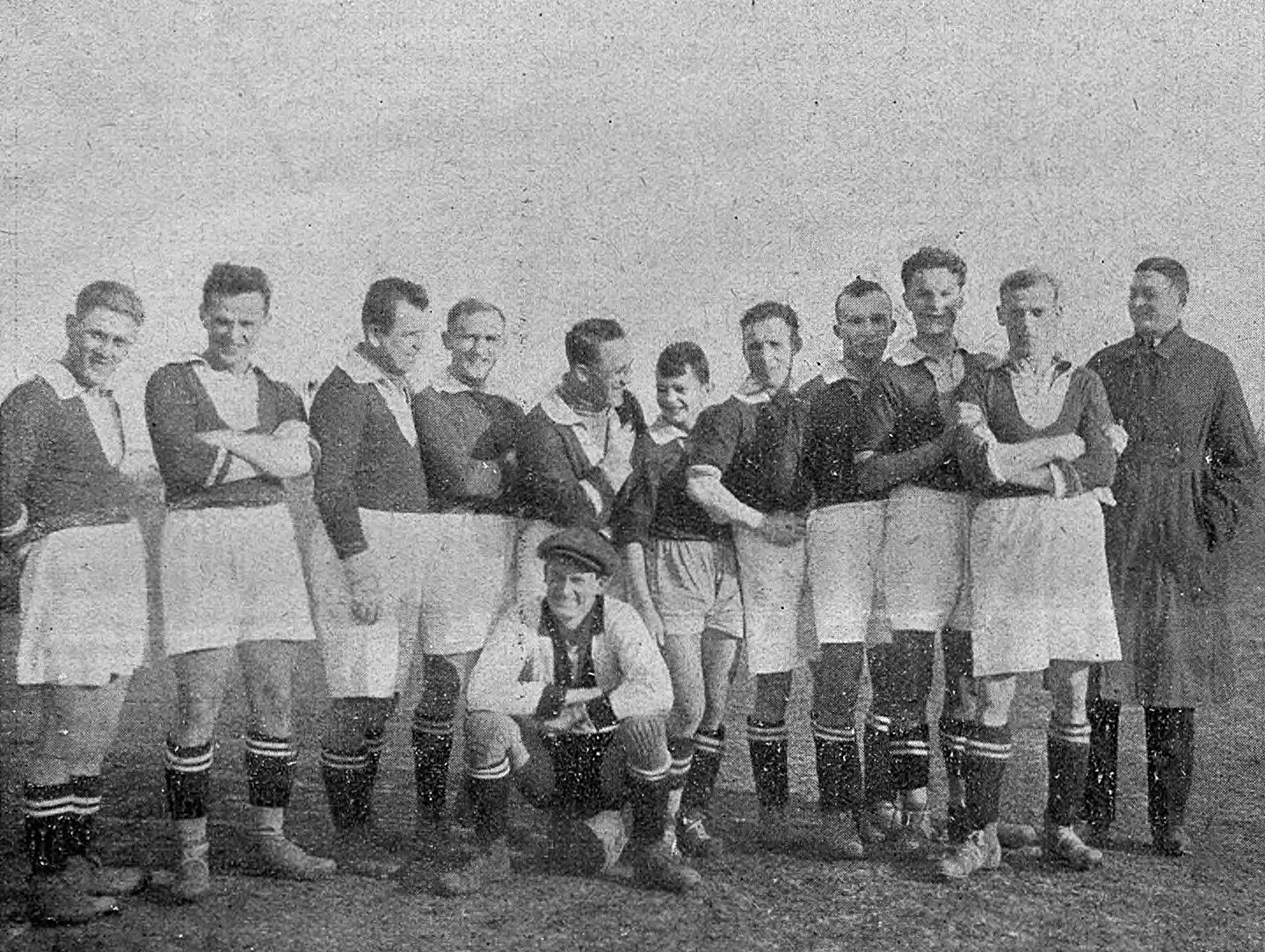
Legia el 1925.

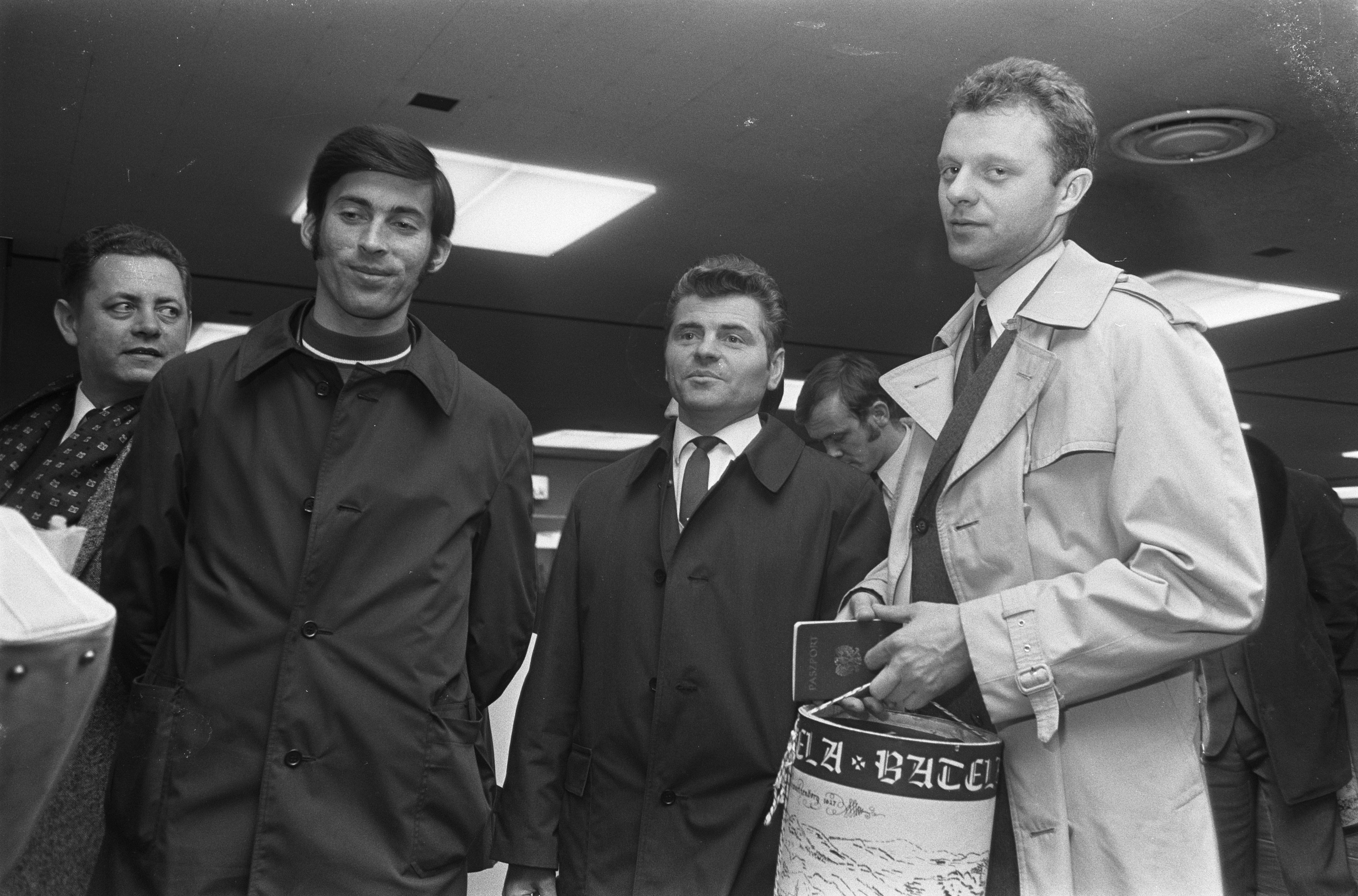
Kazimierz Deyna, Lucjan Brychczy i l'entrenador Edmund Zientara.

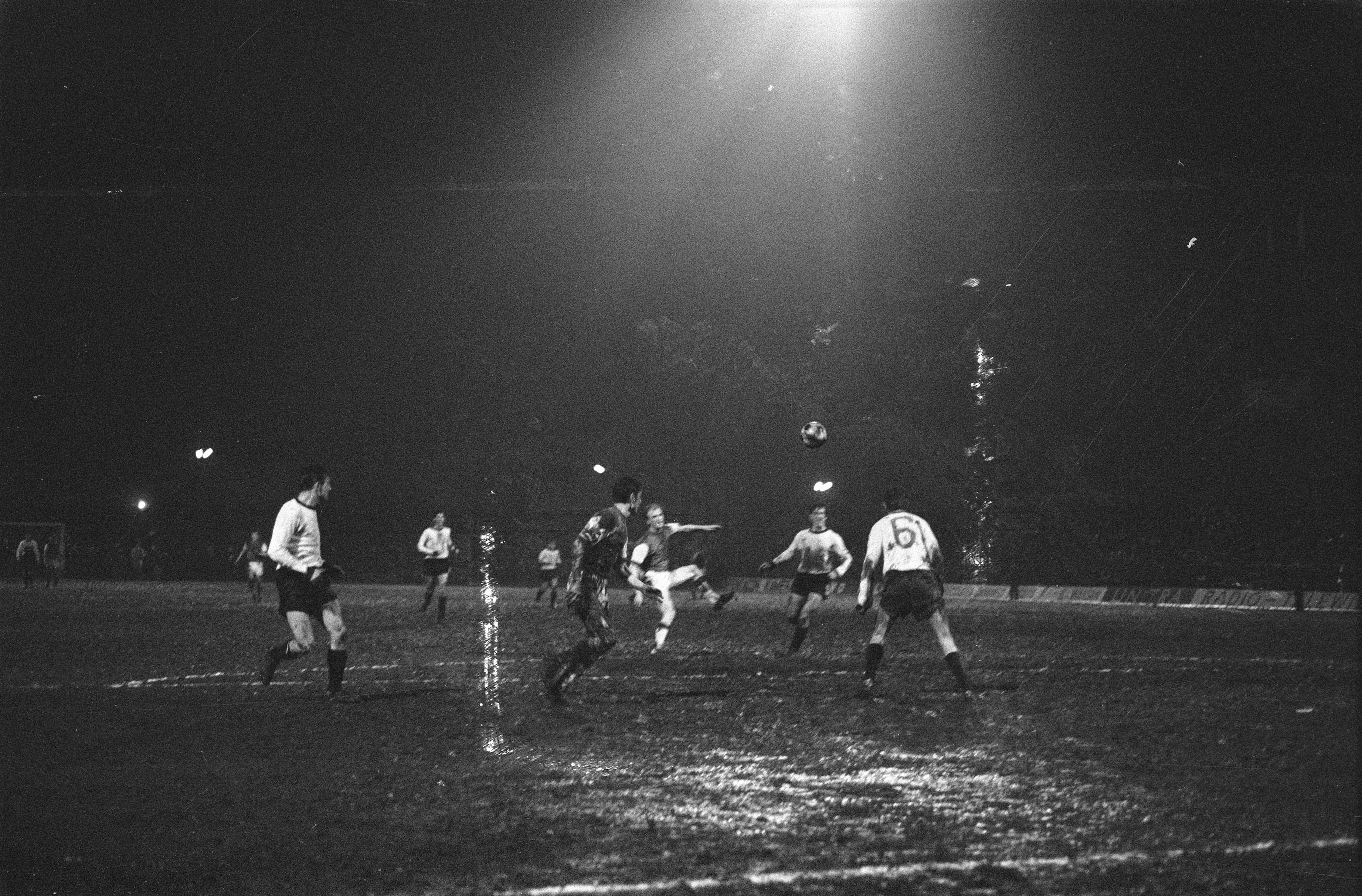
Partit davant el Feyenoord a les semifinals de la Copa d'Europa 1969–70.

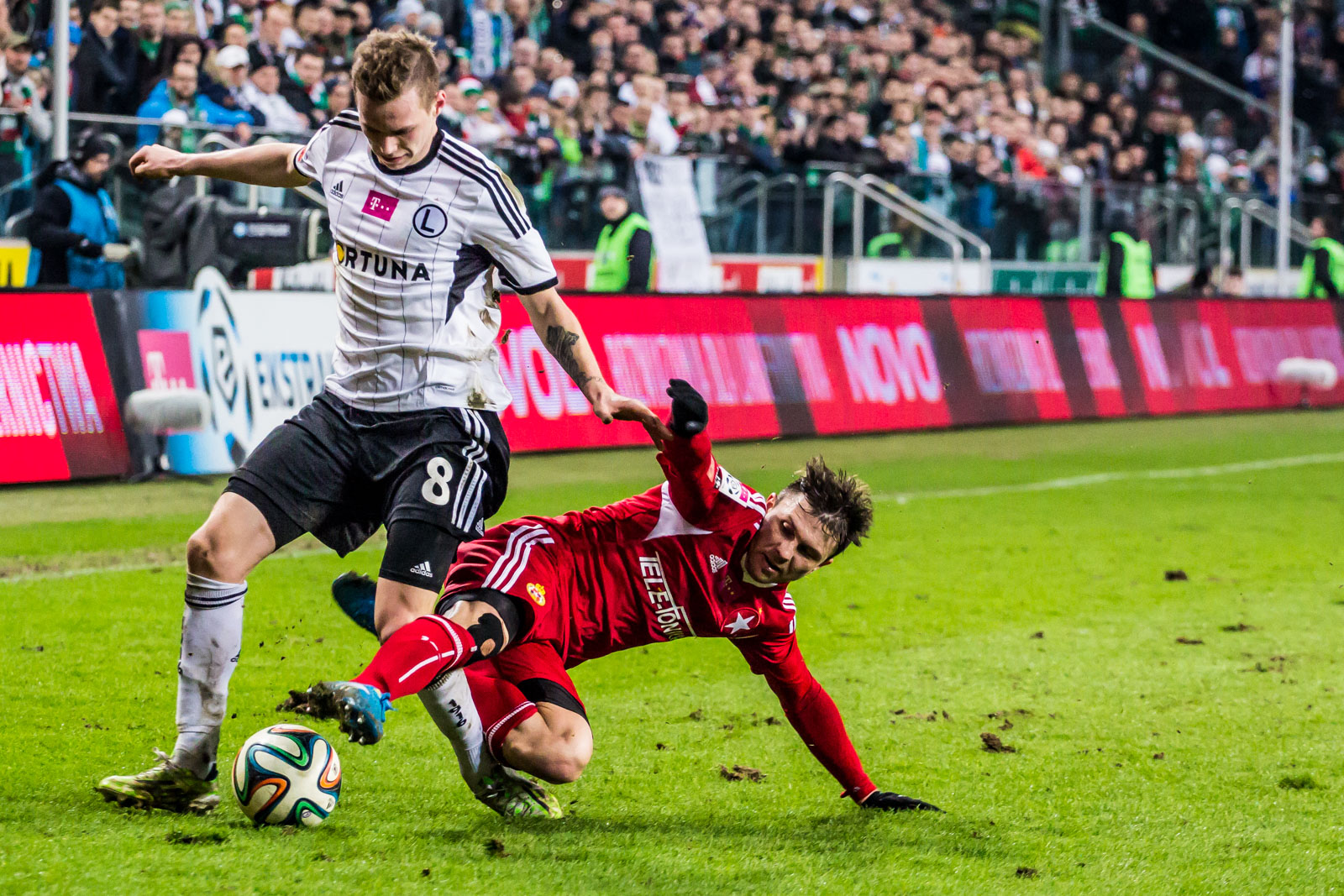
Partit contra Wisła Kraków la temporada 2014–15.

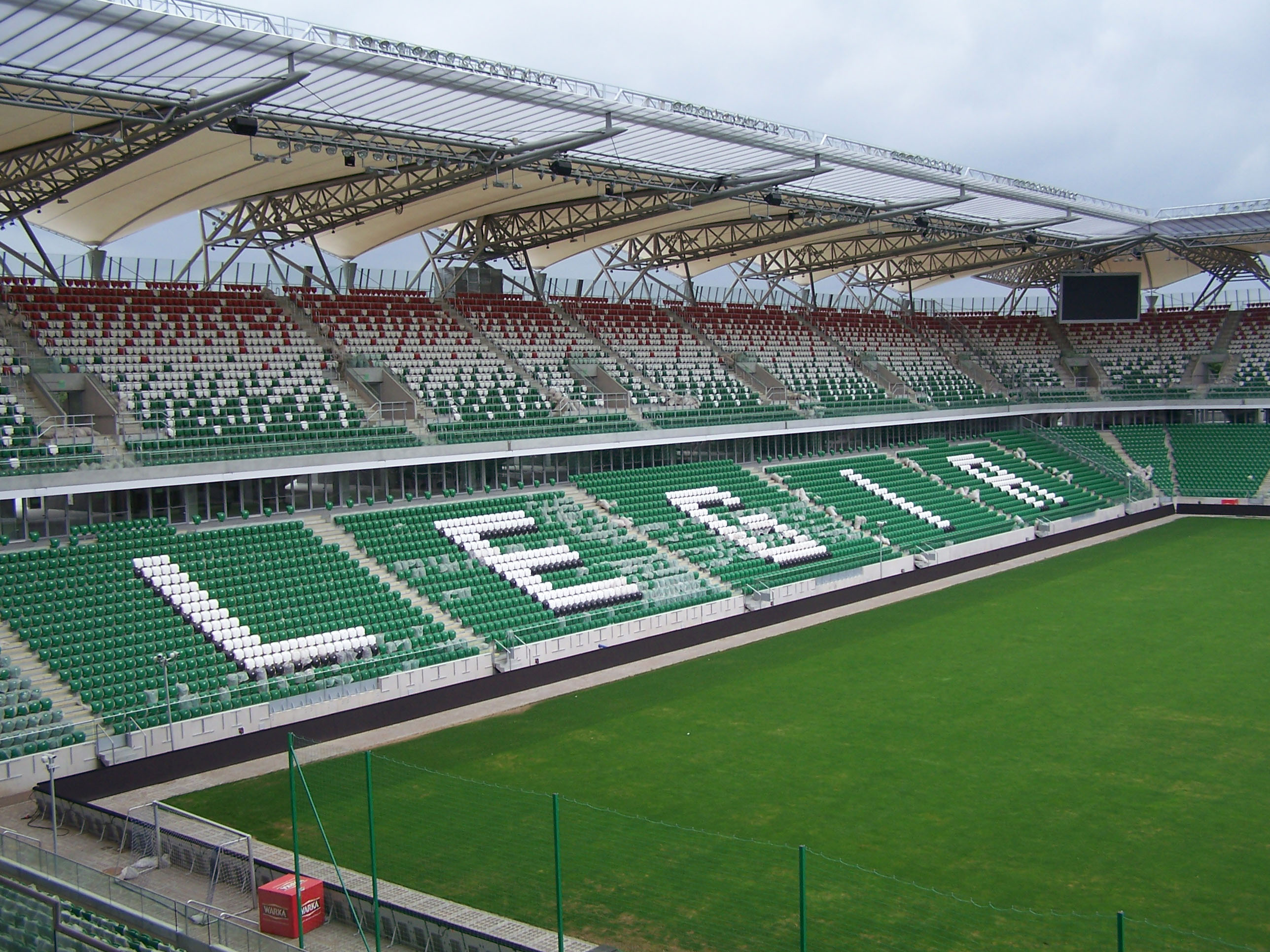
Estadi Wojska Polskiego.

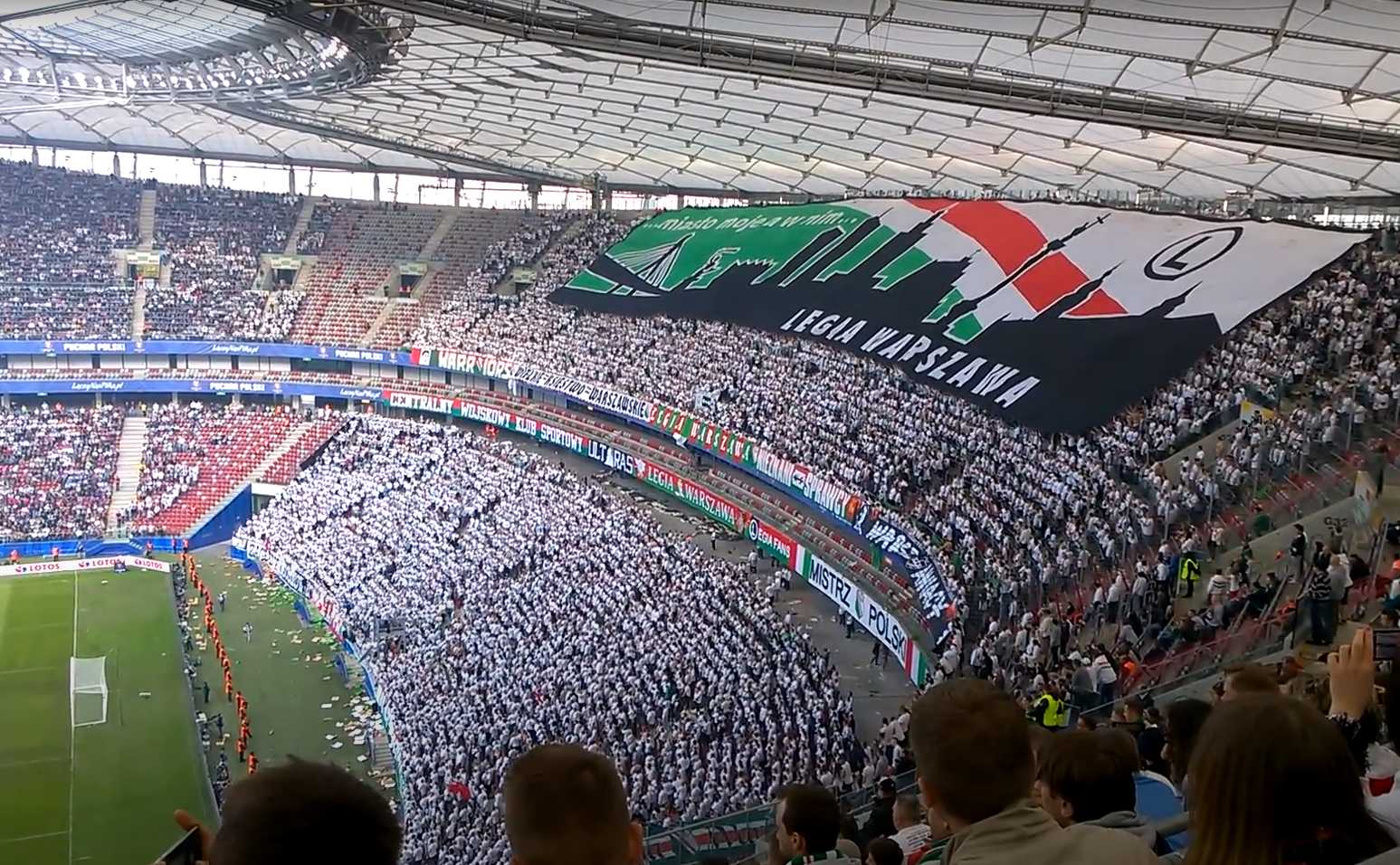
Seguidors del club a la final de copa 2015–16.

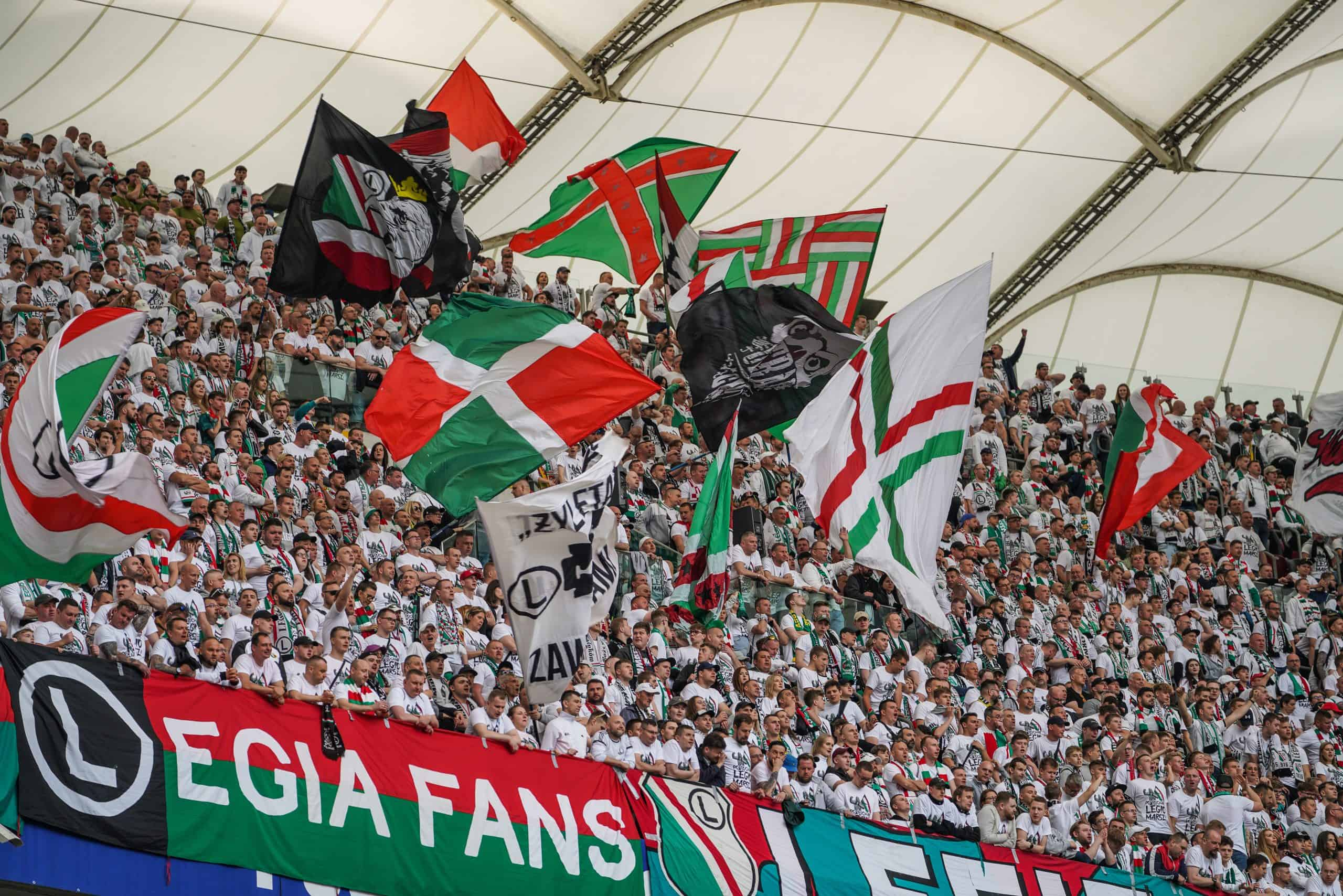
Seguidors del club a la final de copa 2022–23.

## Història
El Legia es va crear entre el 5 i el 15 de març de 1916 durant les operacions militars de la Primera Guerra Mundial al front de l'est al barri de Maniewicze a Volínia, com a principal club de futbol de les Legions Poloneses. Després de la guerra, el club es va reactivar el 14 de març de 1920 en un casino oficial de Varsòvia amb el nom de Wojskowy Klub Sportowy Warszawa. El 1923 se li afegeix amb el nom de Legia després de la fusió amb un altre club local, el Korona. Més tard, va esdevenir el principal club oficial de futbol de l'exèrcit polonès: Wojskowy Klub Sportowy Legia Warszawa (Club Esportiu Militar Legia Varsòvia). Del 1949 al 1957, el Legia fou conegut com a CWKS Warszawa (Club Militar Esportiu Central de Varsòvia).
Evolució del nom:
- 1916: Druzyna Legjonowa (equip dels legionaris)
- 1920: WKS Varsòvia (Wojskowy Klub Sportowy, club esportiu militar)
- 1922: WKS Legia Varsòvia
- 1938: tancament del club
- 1945: refundació com a 1. WKS Varsòvia
- 1945: WKS Legia Varsòvia
- 1949: CWKS Varsòvia (Central WKS)
- 1957: CWKS Legia Varsòvia
- 1989: ASPN CWKS Legia Varsòvia
- 1997: ASPN CWKS Legia Varsòvia SSA
- 2003: KP Legia Varsòvia SSA
- 2012: Legia Varsòvia SA

## Palmarès
- Lliga polonesa de futbol:[2]
  - 1955, 1956, 1968–69, 1969–70, 1993–94, 1994–95, 2001–02, 2005–06, 2012–13, 2013–14, 2015–16, 2016–17, 2017–18, 2019–20, 2020–21
- Copa polonesa de futbol:[3]
  - 1954–55, 1955–56, 1963–64, 1965–66, 1972–73, 1979–80, 1980–81, 1988–89, 1989–90, 1993–94, 1994–95, 1996–97, 2007–08, 2010–11, 2011–12, 2012–13, 2014–15, 2015–16, 2017–18, 2022–23
- Supercopa polonesa de futbol:
  - 1989, 1994, 1997, 2008, 2023
- Copa de la Lliga polonesa de futbol:[4]
  - 2002
- Copa Intertoto:
  - 1967

## Basquetbol
El Legia ha estat campió polonès de bàsquet diversos cops:
- Lliga polonesa de bàsquet: 1956, 1957, 1960, 1961, 1963, 1966, 1969

## Plantilla 2024-25
A 13 setembre 2024 
| N. | Pos. | Nac. | Jugador                            |
| -- | ---- | --- | ---------------------------------- |
| 1  | POR  | [[Fitxer:Flag of Poland.svg\|23x15px\|border \|alt=Polònia\|link=Selecció de futbol de Polònia\|{{#if:\|]]                        | Kacper Tobiasz                     |
| 3  | DEF  | [[Fitxer:Flag of France (1794–1815, 1830–1974).svg\|23x15px\|border \|alt=França\|link=Selecció de futbol de França\|{{#if:\|]]   | Steve Kapuadi                      |
| 4  | DEF  | [[Fitxer:Flag of Switzerland.svg\|23x16px\|border \|alt=Suïssa\|link=Selecció de futbol de Suïssa\|{{#if:\|]]                     | Marco Burch                        |
| 5  | MIG  | [[Fitxer:Flag of Portugal.svg\|23x15px\|border \|alt=Portugal\|link=Selecció de futbol de Portugal\|{{#if:\|]]                    | Claude Gonçalves                   |
| 6  | MIG  | [[Fitxer:Flag of Poland.svg\|23x15px\|border \|alt=Polònia\|link=Selecció de futbol de Polònia\|{{#if:\|]]                        | Maxi Oyedele                       |
| 7  | DAV  | [[Fitxer:Flag of the Czech Republic.svg\|23x15px\|border \|alt=Txèquia\|link=Selecció de futbol de la República Txeca\|{{#if:\|]] | Tomáš Pekhart                      |
| 8  | MIG  | [[Fitxer:Flag of Poland.svg\|23x15px\|border \|alt=Polònia\|link=Selecció de futbol de Polònia\|{{#if:\|]]                        | Rafał Augustyniak                  |
| 11 | MIG  | [[Fitxer:Flag of Poland.svg\|23x15px\|border \|alt=Polònia\|link=Selecció de futbol de Polònia\|{{#if:\|]]                        | Kacper Chodyna                     |
| 12 | DEF  | [[Fitxer:Flag of Serbia.svg\|23x15px\|border \|alt=Sèrbia\|link=Selecció de futbol de Sèrbia\|{{#if:\|]]                          | Radovan Pankov                     |
| 13 | MIG  | [[Fitxer:Flag of Poland.svg\|23x15px\|border \|alt=Polònia\|link=Selecció de futbol de Polònia\|{{#if:\|]]                        | Paweł Wszołek                      |
| 17 | DAV  | [[Fitxer:Flag of France (1794–1815, 1830–1974).svg\|23x15px\|border \|alt=França\|link=Selecció de futbol de França\|{{#if:\|]]   | Migouel Alfarela                   |
| 19 | DEF  | [[Fitxer:Flag of Portugal.svg\|23x15px\|border \|alt=Portugal\|link=Selecció de futbol de Portugal\|{{#if:\|]]                    | Rúben Vinagre (cedit pel Sporting) |
| 20 | DAV  | [[Fitxer:Flag of Poland.svg\|23x15px\|border \|alt=Polònia\|link=Selecció de futbol de Polònia\|{{#if:\|]]                        | Jakub Żewłakow                     |
| 21 | MIG  | [[Fitxer:Flag of Albania.svg\|23x15px\|border \|alt=Albània\|link=Selecció de futbol d'Albània\|{{#if:\|]]                        | Jurgen Çelhaka                     |
| 22 | MIG  | [[Fitxer:Flag of Colombia.svg\|23x15px\|border \|alt=Colòmbia\|link=Selecció de futbol de Colòmbia\|{{#if:\|]]                    | Juergen Elitim                     |
| 23 | MIG  | [[Fitxer:Flag of Poland.svg\|23x15px\|border \|alt=Polònia\|link=Selecció de futbol de Polònia\|{{#if:\|]]                        | Patryk Kun                         |

| N. | Pos. | Nac. | Jugador                                    |
| -- | ---- | --- | ------------------------------------------ |
| 24 | DEF  | [[Fitxer:Flag of Poland.svg\|23x15px\|border \|alt=Polònia\|link=Selecció de futbol de Polònia\|{{#if:\|]]        | Jan Ziółkowski                             |
| 25 | DEF  | [[Fitxer:Flag of Japan.svg\|23x15px\|border \|alt=Japó\|link=Selecció de futbol del Japó\|{{#if:\|]]              | Ryoya Morishita (cedit pel Nagoya Grampus) |
| 27 | POR  | [[Fitxer:Flag of Poland.svg\|23x15px\|border \|alt=Polònia\|link=Selecció de futbol de Polònia\|{{#if:\|]]        | Gabriel Kobylak                            |
| 28 | DAV  | [[Fitxer:Flag of Catalonia.svg\|23x15px\|border \|alt=Catalunya\|link=Selecció de futbol de Catalunya\|{{#if:\|]] | Marc Gual                                  |
| 31 | POR  | [[Fitxer:Flag of Poland.svg\|23x15px\|border \|alt=Polònia\|link=Selecció de futbol de Polònia\|{{#if:\|]]        | Marcel Mendes-Dudziński                    |
| 42 | DEF  | [[Fitxer:Flag of Spain.svg\|23x15px\|border \|alt=Espanya\|link=Selecció de futbol d'Espanya\|{{#if:\|]]          | Sergio Barcia                              |
| 53 | MIG  | [[Fitxer:Flag of Poland.svg\|23x15px\|border \|alt=Polònia\|link=Selecció de futbol de Polònia\|{{#if:\|]]        | Wojciech Urbański                          |
| 55 | DEF  | [[Fitxer:Flag of Poland.svg\|23x15px\|border \|alt=Polònia\|link=Selecció de futbol de Polònia\|{{#if:\|]]        | Artur Jędrzejczyk (capità)                 |
| 56 | DEF  | [[Fitxer:Flag of Poland.svg\|23x15px\|border \|alt=Polònia\|link=Selecció de futbol de Polònia\|{{#if:\|]]        | Jan Leszczyński                            |
| 67 | MIG  | [[Fitxer:Flag of Poland.svg\|23x15px\|border \|alt=Polònia\|link=Selecció de futbol de Polònia\|{{#if:\|]]        | Bartosz Kapustka                           |
| 71 | MIG  | [[Fitxer:Flag of Poland.svg\|23x15px\|border \|alt=Polònia\|link=Selecció de futbol de Polònia\|{{#if:\|]]        | Mateusz Szczepaniak                        |
| 77 | DAV  | [[Fitxer:Flag of Cameroon.svg\|23x15px\|border \|alt=Camerun\|link=Selecció de futbol del Camerun\|{{#if:\|]]     | Jean-Pierre Nsame (cedit pel Como 1907)    |
| 80 | MIG  | [[Fitxer:Flag of Poland.svg\|23x15px\|border \|alt=Polònia\|link=Selecció de futbol de Polònia\|{{#if:\|]]        | Jakub Adkonis                              |
| 82 | MIG  | [[Fitxer:Flag of Brazil.svg\|23x15px\|border \|alt=Brasil\|link=Selecció de futbol del Brasil\|{{#if:\|]]         | Luquinhas (cedit pel Fortaleza)            |
| 99 | DAV  | [[Fitxer:Flag of Poland.svg\|23x15px\|border \|alt=Polònia\|link=Selecció de futbol de Polònia\|{{#if:\|]]        | Jordan Majchrzak                           |

## Jugadors destacats
- Henryk Apostel
- Jarosław Araszkiewicz
- Bernard Blaut
- Artur Boruc
- Lucjan Brychczy
- Andrzej Buncol
- Lesław Ćmikiewicz
- Kazimierz Deyna
- Dariusz Dziekanowski
- Łukasz Fabiański
- Robert Gadocha
- Jacek Gmoch
- Władysław Grotyński
- Roger Guerreiro
- Paweł Janas
- Dawid Janczyk
- Marek Jóźwiak
- Jacek Kazimierski
- Henryk Kempny
- Roman Kosecki
- Wojciech Kowalczyk
- Wojciech Kowalewski
- Dariusz Kubicki
- Cezary Kucharski
- Grzegorz Lewandowski
- Marian Łańko
- Horst Mahseli
- Henryk Martyna
- Marcin Mięciel
- Piotr Mowlik
- Józef Nawrot
- Jan Pieszko
- Leszek Pisz
- Jerzy Podbrożny
- Ernest Pol
- Miroslav Radović
- Krzysztof Ratajczyk
- Zbigniew Robakiewicz
- Marek Saganowski
- Władysław Stachurski
- Marceli Strzykalski
- Stanko Svitlica
- Grzegorz Szamotulski
- Maciej Szczęsny
- Edward Szymkowiak
- Antoni Trzaskowski
- Aleksandar Vuković
- Dariusz Wdowczyk
- Tomasz Wieszczycki
- Jacek Zieliński
- Janusz Żmijewski

## Entrenadors
- 1922-1923: Jozef Ferenczi
- 1927: Karl Fischer
- 1928-1929: Elemér Kovàcs
- 1930: Józef Kałuża
- 1933: Stanisław Mielech
- 1933-1934: Gustav Wieser
- 1936: Karol Hanke
- 1947: František Dembický
- 1948: Edward Drabiński
- 1949: Marian Schaller
- 1949-1953: Wacław Kuchar
- 1954-1955: Janos Steiner
- 1956-1958: Ryszard Koncewicz
- 1959: Kazimierz Górski
- 1959: Stjepan Bobek
- 1960-1962: Kazimierz Górski
- 1962-1963: Longin Janeczek
- 1964-1965: Virgil Popescu
- 1965-1966: Longin Janeczek
- 1966-1969: Jaroslav Vejvoda
- 1969-1971: Edmund Zientara
- 1971-1972: Tadeusz Chruściński
- 1972-1973: Lucjan Brychczy
- 1973-1975: Jaroslav Vejvoda
- 1975-1979: Andrzej Strejlau
- 1979-1980: Lucjan Brychczy
- 1980-1981: Ignacy Ordon
- 1981-1982: Kazimierz Górski
- 1982-1985: Jerzy Kopa
- 1985-1987: Jerzy Engel
- 1987: Lucjan Brychczy
- 1987-1989: Andrzej Strejlau
- 1989-1990: Rudolf Kapera
- 1990: Lucjan Brychczy
- 1990-1991: Władysław Stachurski
- 1991-1992: Krzysztof Etmanowicz
- 1992-1994: Janusz Wójcik
- 1994-1996: Paweł Janas
- 1996: Mirosław Jabłoński
- 1996-1997: Władysław Stachurski
- 1997-1998: Mirosław Jabłoński
- 1998: Stefan Białas & Jerzy Kopa
- 1998: Jerzy Kopa
- 1999: Stefan Białas
- 1999: Dariusz Kubicki
- 1999-2001: Franciszek Smuda
- 2001: Krzysztof Gawara
- 2001-2003: Dragomir Okuka
- 2003-2004: Dariusz Kubicki
- 2004: Lucjan Brychczy & Krzysztof Gawara & Jacek Zieliński
- 2004-2005: Jacek Zieliński
- 2005-2007: Dariusz Wdowczyk
- 2007: Jacek Zieliński
- 2007-2013: Jan Urban
- 2013-2015: Henning Berg
- 2015-2016: Stanislav Txertxéssov
- 2016: Besnik Hasi
- 2016: Aleksandar Vuković
- 2016-2017: Jacek Magiera
- 2017-2018: Romeo Jozak
- 2018: Dean Klafurić
- 2018: Dean Klafurić
- 2018: Aleksandar Vuković
- 2018-?: Ricardo Sá Pinto